# Хегге, Оле
Оле Хегге (норв. Ole Hegge; 3 сентября 1898, Барду, Норвегия — 2 июня 1994, Нью-Йорк, США) — норвежский лыжник, призёр олимпийских игр в Санкт-Морице.

## Карьера
На Олимпийских играх 1928 года в Санкт-Морице завоевал серебро в гонке на 18 км, ровно две минуты уступив победителю, своему партнёру по команде Йохану Грёттумсбротену и чуть более минуты выиграв у ставшего третьим другого норвежца Рейдара Одегорда, при этом Хегге стал первым в истории олимпийским призёром родившимся и проживающим за полярным кругом. Так же был 5-м в гонке на 50 км.
В 1928 году эмигрировал в США, но несмотря на это был включён в сборную Норвегии на Олимпийских играх 1932 года в Лейк-Плэсиде. На этой Олимпиаде он участвовал лишь в гонке на 50 км, и остановился в шаге от медали, заняв четвёртое место и лишь 11 секунд уступив бронзовому призёру, другому норвежцу Арне Рустадстуэну. 
Лучший результат Хегге на чемпионатах мира, 4-е место в гонке на 50 км на чемпионате 1926 года в Лахти.